# Joan del Castillo
Juan del Castillo Rodríguez (Belmonte, Conca, 14 de setembre de 1595 – Paraguai, 17 de novembre de 1628) va ser un missioner catòlic que morí màrtir a Sud-amèrica. El 1988 va ser canonitzat per l'església catòlica.

## Biografia
De família noble, fou el fill gran de deu germans. Els seus pares van ser Alonso del Castillo, que fou regidor de Belmonte, i María Rodriguez, un matrimoni distingit per la seva honradesa. Va ser educat al col·legi jesuïta de Belmonte i després a la universitat d'Alcalá de Henares, on va estudiar Dret. Va ingressar a la Companyia de Jesús el 1614. Va conèixer el pare Juan Viana, que li transmeté l'entusiasme per les missions d'Amèrica, on va anar com a missioner.

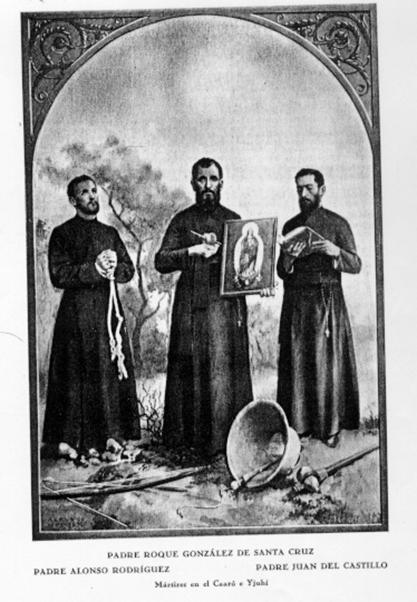
Estampa amb els sants màrtirs; Joan del Castillo és a la dreta

Va arribar a Buenos Aires el 15 de febrer de 1617, amb 37 companys més. Hi continuà els estudis i marxà a Xile, on fou ordenat sacerdot el 1625. Missioner al Paraguai i el sud de Brasil, va treballar a la reducció de San Nicolás de Paratiní, a l'actual estat de Rio Grande do Sul de Brasil, fent-se conegut per la seva vida austera i la simpatia que tenia amb tothom. El 14 d'agost de 1628 arriba a prop del riu Ijuhí, on hi funda una nova reducció a la qual dona el nom de la festa del dia: Nuestra Señora de la Asunción de Ijuhí, que esdevindrà la ciutat d'Asunción (Paraguai).
Va morir el 17 de novembre de l'any 1628 a mans dels nadius, moguts pel cacic Ñezú que segons explica la llegenda li tenia enveja pels molts seguidors que tenia. Va ser lligat a uns cavalls i arrossegat per terra, colpejat i assagetat fins a la mort.

## Veneració
A la col·legiata de Belmonte es conserva, segons la tradició, terra portada del lloc on va morir, on es diu que hi ha senyals de sang, i trossos de les cordes amb què va ser lligat.
Fou beatificat per Pius XI el 28 de gener de 1934, i canonitzat pel Papa Joan Pau II el 16 de maig de 1988, amb els també sants Roque González i Alonso Rodríguez Olmedo, que havien mort amb ell. El seu santuari és a Caibaté a Rio Grande do Sul (Brasil).